# Centre démocrate (Pays-Bas)
Pour les articles homonymes, voir Centre démocrate.
Le Centre démocrate (Centrum Democraten, CD) est un ancien parti politique néerlandais ayant existé entre 1984 et 2002.

## Président
- Hans Janmaat (1984-2002)

## Résultats électoraux

### Élections législatives
| Année | Voix    | %   | Sièges  | Rang | Gouvernement |
| ----- | ------- | --- | ------- | ---- | ------------ |
| 1986  | 68 363  | 0,8 | 0 / 150 | 10e  | Opposition   |
| 1989  | 81 427  | 0,9 | 1 / 150 | 9e   | Opposition   |
| 1994  | 220 734 | 2,5 | 3 / 150 | 7e   | Opposition   |
| 1998  | 52 226  | 0,6 | 0 / 150 | 10e  | Opposition   |

### Parlement européen
| Année | %    | Voix   | Mandats | Rang | Groupe |
| ----- | ---- | ------ | ------- | ---- | ------ |
| 1989  | 0,78 | 40 780 | 0 / 25  | 7e   |        |
| 1994  | 1,05 | 43 299 | 0 / 38  | 9e   |        |
| 1999  | 0,50 | 17 740 | 0 / 31  | 9e   |        |